# Pedro d'Alva y Astorga
Pedro d'Alva y Astorga (Carbajales, 1602 – Lovanio, 1667) è stato un teologo spagnolo.
Fu procuratore generale dell'Ordine dei Francescani e biografo di San Francesco d'Assisi.
Difese con violenza la tesi dell'immacolata concezione di Maria Vergine, cosicché fu cacciato (1661) dalla Spagna per le continue polemiche.